# KS Besëlidhja Lezhë
Klubi Sportiv Elbasani este un club de fotbal din Lezhë, Albania care evoluează în Kategoria superiore.

## Lotul actual
| Nr. |         | Poziție | Jucător                                 |
| --- | ------- | ------- | --------------------------------------- |
| 1   | Albania | P       | Elson Demi                              |
| 2   | Albania | F       | Armando Noka                            |
| 3   | Albania | F       | Rubin Baçi                              |
| 4   | Albania | F       | Mirjan Begaj                            |
| 5   | Albania | F       | Akil Jakupi                             |
| 6   | Albania | F       | Klejdi Dibra                            |
| 7   | Albania | M       | Mirsad Gruda (Captain)                  |
| 8   | Albania | M       | Altin Hoxha (on loan from Teuta Durrës) |
| 9   | Albania | A       | Alfred Allamani                         |
| 10  | Albania | M       | Elton Muçollari                         |
| 11  | Albania | A       | Bledar Marashi                          |
| 12  | Albania | P       | Fabiol Rexhepi                          |
| 13  | Albania | M       | Sajmir Gjokeja                          |
| 14  | Albania | M       | Orges Lini                              |
| 15  | Albania | A       | Leonardo Përgjini                       |

| Nr. |         | Poziție | Jucător          |
| --- | ------- | ------- | ---------------- |
| 16  | Albania | A       | Edison Puka      |
| 17  | Albania | F       | Arbër Shytani    |
| 18  | Albania | A       | Julian Malo      |
| 21  | Albania | P       | Andi Jaku        |
| 22  | Albania | M       | Admir Mehja      |
| 99  | Serbia  | M       | Milan Djordjević |
|     | Albania | F       | Ardit Lleshi     |
|     | Albania | F       | Frederik Ujka    |
|     | Albania | A       | Ruben Danaj      |
|     | Albania | F       | Markeljan Lushaj |
|     | Albania | M       | Pjetër Lekaj     |
|     | Albania | F       | Donald Bushi     |
|     | Albania | F       | Vilion Lekaj     |
|     | Albania | A       | Arlind Nekaj     |